# معیار کندورسه
برندهٔ کندورسه نامزدی است که در تقابل‌های رو در رو و یک‌به‌یک در یک انتخابات، همهٔ نامزدهای دیگر را با رأی اکثریت شکست می‌دهد. نظام‌های انتخاباتی‌ای که برندهٔ کندورسه را، در صورت وجود، برمی‌گزینند، در معیار کندورسه صدق می‌کنند.
نظام‌های رأی بدیل، شمارش بوردا، نخست‌گزینی، و اکثریت مطلق معیار برندهٔ کندورسه را برآورده نمی‌کنند.